# Mamboicus lastii
Mamboicus lastii is een keversoort uit de familie van de loopkevers (Carabidae). De wetenschappelijke naam van de soort werd in 1886 gepubliceerd door Henry Walter Bates.